# Yoo Jin-sun
Dans ce nom coréen, le nom de famille, Yoo, précède le nom personnel.
Yoo Jin-sun, né le 12 juillet 1962 à Seocheon, est un joueur de tennis sud-coréen.
Il a été avec Kim Bong-soo un des meilleurs joueurs de tennis sud-coréen des années 1980.

## Carrière
Membre de l'équipe de Corée du Sud de Coupe Davis, Yoo Jin-sun a joué 17 rencontres entre 1984 et 1990. En 1986, il contribue à l'accession de son équipe dans le groupe mondial grâce à ses trois victoires sur le Japon. En 1987, au premier tour face à la France, il perd ses deux simples contre Guy Forget, 28e (6-3, 5-7, 6-3, 6-3) et Thierry Tulasne, 23e (6-3, 4-6, 6-3) ainsi que le double avec Song Dong-wook face à Benhabiles et Forget (4-6, 4-6, 6-2, 6-3, 10-8). Lors des barrages à Séoul contre les Italiens, il perd un match contre Claudio Panatta en cinq sets (2-6, 6-4, 6-4, 7-9, 12-10). Il a également participé aux barrages du groupe mondial en 1989 contre Israël et en 1990 contre la Belgique (victoire en double face à Xavier Daufresne et Eduardo Masso).
Il est le joueur de tennis Sud-coréen qui présente le meilleur bilan en double de l'histoire de l'équipe (dix victoires pour six défaites).
Dans les tournois ATP, il est huitième de finaliste à Séoul en 1988 et 1989 et quart de finaliste en double en 1987 et 1988. Il a aussi remporté deux tournois Satellites en 1988 et 1989.
Lors du tournoi de qualification pour les Jeux olympiques d'été de 1988 organisé à Osaka, il élimine le Pakistanais Haseeb Aslam sur le score de 1-6, 6-2, 24-22. Malgré sa défaite en quart de finale contre l'Australien Darren Cahill, il intègre finalement le tableau final en tant que remplaçant à cause des nombreux forfaits. Il est éliminé au premier tour par l'Israélien Amos Mansdorf (6-3, 6-4, 7-5). En double, avec Kim Bong-soo, il échoue également au premier tour contre les frères Amritraj (6-3, 7-65, 6-2).